# Хлусович
Хлусович (пол. Chłusowicz) — польский дворянский и баронский род одноимённого герба.

## Описание герба
В красном поле две белые лилии, связанные между собою золотым кольцом так, что одна из этих лилий обращена цветком вверх, а другая вниз.
В навершии шлема пять страусовых перьев. Щит увенчан баронской короной. Герб Гоздава 2 (употребляют: Хлусовичи) внесен в Часть 2 Гербовника дворянских родов Царства Польского, стр. 67.

## Герб используют
Хлусовичи, из коих Андрей был в 1788 году Ротмистром Воеводства Троцкаго, и владел там же имением Леляны.